# Superpuchar Turcji w piłce siatkowej mężczyzn (2019)
Superpuchar Turcji w piłce siatkowej mężczyzn 2019 (oficjalnie 2019 Erkekler Spor Toto Şampiyonlar Kupası) – dziesiąta edycja rozgrywek o Superpuchar Turcji zorganizowana przez Turecki Związek Piłki Siatkowej (Türkiye Voleybol Federasyonu). Mecz rozegrany został 23 października 2019 roku w Başkent Voleybol Salonu w Ankarze. Wzięły w nim udział dwa kluby: mistrz i zdobywca Pucharu Turcji w sezonie 2018/2019 – Fenerbahçe HDI Sigorta oraz finalista Pucharu Turcji w tym sezonie – Galatasaray HDI Sigorta.
Po raz pierwszy zdobywcą Superpucharu Turcji został klub Galatasaray HDI Sigorta. MVP spotkania wybrany został Burutay Subaşı.

## Drużyny uczestniczące
| Drużyna                 | Osiągnięcia w sezonie 2018/2019       |
| ----------------------- | ------------------------------------- |
| Fenerbahçe HDI Sigorta  | mistrzostwo i zdobycie Pucharu Turcji |
| Galatasaray HDI Sigorta | finał Pucharu Turcji                  |

## Mecz
Środa, 23 października 2019 – 19:00 (UTC+3) • Başkent Voleybol Salonu, Ankara
Widzów: 5000
Czas trwania meczu: 136 minut
Sędziowie: Erdal Akıncı i Ayşim Erginay
| Fenerbahçe HDI Sigorta | 2:3                                       | Galatasaray HDI Sigorta |
| Wouter ter Maat 29 pkt | (23:25, 25:16, 25:22, 23:25, 6:15) raport | Burutay Subaşı 24 pkt   |

| Poz.                 | Nr | Zawodnik                | 1           | 2          | 3           | 4           | 5        | Pkt |
| -------------------- | -- | ----------------------- | ----------- | ---------- | ----------- | ----------- | -------- | --- |
| R                    | 1  | Ulaş Kıyak              | 4 jeden     | 4 jeden    | 9 sześć     | 4 jeden     | 4 jeden  | 3   |
| A                    | 2  | Wouter ter Maat         | 7 cztery    | 7 cztery   | 6 trzy      | 7 cztery    | 7 cztery | 29  |
| P                    | 9  | Thibault Rossard        | 5 dwa       | 5 dwa      | 4 jeden     | 5 dwa       | 5 dwa    | 7   |
| Ś                    | 10 | Emre Batur              | 6 trzy      | 6 trzy     | 5 dwa       | 6 trzy      | 6 trzy   | 10  |
| P                    | 13 | Salvador Hidalgo Oliva  | 8 pięć      | 8 pięć     | 7 cztery    | 8 pięć      | 8 pięć   | 16  |
| Ś                    | 15 | Oğuzhan Karasu          | 9 sześć     | 9 sześć    | 8 pięć      | 9 sześć     | 9 sześć  | 10  |
| L                    | 18 | Ahmet Karataş           | L           | L          | L           | L           | L        |     |
| Zmiany               |    |                         |             |            |             |             |          |     |
| R                    | 5  | Oğulcan Yatgın          |             | 10 zmiana1 | 10 zmiana1  | 10 zmiana1  | 4 pusty  |     |
| P                    | 8  | İzzet Ünver             | 19 zmiana10 |            | 19 zmiana10 | 19 zmiana10 | 4 pusty  |     |
| L                    | 17 | Caner Dengin            | L           |            |             | 4 pusty     | 4 pusty  |     |
| Nie weszli na boisko |    |                         |             |            |             |             |          |     |
| P                    | 4  | Ahmetcan Büyükgöz       |             |            |             | 4 pusty     | 4 pusty  |     |
| A                    | 12 | Arinze Kelvin Nwachukwu |             |            |             | 4 pusty     | 4 pusty  |     |
| Ś                    | 14 | Hasan Sikar             |             |            |             | 4 pusty     | 4 pusty  |     |
| Ś                    | 16 | Ferhat Akdeniz          |             |            |             | 4 pusty     | 4 pusty  |     |
| Trener               |    |                         |             |            |             |             |          |     |
| Mariusz Sordyl       |    |                         |             |            |             |             |          |     |

| Poz.                 | Nr | Zawodnik            | 1        | 2           | 3          | 4        | 5        | Pkt |
| -------------------- | -- | ------------------- | -------- | ----------- | ---------- | -------- | -------- | --- |
| R                    | 1  | Selçuk Keskin       | 6 trzy   | 6 trzy      | 6 trzy     | 9 sześć  | 9 sześć  | 4   |
| A                    | 6  | Oliver Venno        | 9 sześć  | 9 sześć     | 9 sześć    | 6 trzy   | 6 trzy   | 22  |
| Ś                    | 7  | Vahit Emre Savaş    | 8 pięć   | 8 pięć      | 8 pięć     | 4 pusty  | 4 pusty  | 4   |
| P                    | 8  | Burutay Subaşı      | 7 cztery | 7 cztery    | 7 cztery   | 4 jeden  | 4 jeden  | 24  |
| P                    | 9  | Yasin Aydın         | 4 jeden  | 4 jeden     | 4 jeden    | 7 cztery | 7 cztery | 6   |
| Ś                    | 17 | Doğukan Ulu         | 5 dwa    | 5 dwa       |            | 8 pięć   | 5 dwa    | 3   |
| L                    | 10 | Burak Mert          | L        | L           | L          | L        | L        |     |
| Zmiany               |    |                     |          |             |            |          |          |     |
| Ś                    | 4  | Ertuğrul Gazi Metin |          | 16 zmiana7  |            | 4 pusty  | 4 pusty  |     |
| P                    | 5  | Oleg Antonow        |          | 18 zmiana9  | 18 zmiana9 | 4 pusty  | 4 pusty  | 2   |
| Ś                    | 12 | Lucas Van Berkel    |          | 26 zmiana17 | 5 dwa      | 5 dwa    | 8 pięć   | 2   |
| A                    | 14 | Selim Kalayci       |          | 15 zmiana6  |            | 4 pusty  | 4 pusty  |     |
| Nie weszli na boisko |    |                     |          |             |            |          |          |     |
| R                    | 2  | Muzaffer Yönet      |          |             |            | 4 pusty  | 4 pusty  |     |
| P                    | 3  | Melih Siratca       |          |             |            | 4 pusty  | 4 pusty  |     |
| L                    | 18 | Onurcan Çakır       |          |             |            | 4 pusty  | 4 pusty  |     |
| Trener               |    |                     |          |             |            |          |          |     |
| Nedim Özbey          |    |                     |          |             |            |          |          |     |

## Statystyki meczowe
| FEN | STATYSTYKI        | GAL |
| 102 | MAŁE PUNKTY       | 103 |
| 54  | ATAK              | 46  |
| 13  | BLOK              | 10  |
| 8   | SERWIS            | 11  |
| 27  | BŁĘDY PRZECIWNIKA | 36  |

## Ustawienie wyjściowe drużyn
| Kıyak Rossard Batur ter Maat Oliva Karasu Karataş Aydın Ulu Keskin Subaşı Savaş Venno Mert |